# Delias ligata
Delias ligata är en fjärilsart som beskrevs av Rothschild 1904. Delias ligata ingår i släktet Delias och familjen vitfjärilar. Inga underarter finns listade i Catalogue of Life.